# Milan Štěrbák
Milan Štěrbák (* 4. března 1949) je bývalý český silniční motocyklový závodník.

## Závodní kariéra
V mistrovství Československa silničních motocyklů startoval v letech 1971-1980. Závodil ve třídě do 50 cm³ na motocyklech Tatran a AMA RS. V mistrovství Československa skončil nejlépe na celkovém osmém místě v roce 1975 ve třídě do 50 cm³. Jeho nejlepším výsledkem v jednotlivém závodě mistrovství Československa je 2. místo v Ústí nad Labem v roce 1975 ve třídě do 50 cm³.

## Úspěchy
- Mistrovství Československa silničních motocyklů – celková klasifikace
  - 1971 do 50 cm³ – 19. místo – Tatran
  - 1972 do 50 cm³ – 15. místo – Tatran
  - 1973 do 50 cm³ – 20. místo – Tatran
  - 1974 do 50 cm³ – 18. místo – AMA RS
  - 1975 do 50 cm³ – 8. místo – AMA RS
  - 1976 do 50 cm³ – 14. místo – AMA RS
  - 1977 do 50 cm³ – 10. místo – AMA RS
  - 1978 do 50 cm³ – 12. místo – AMA RS
  - 1979 do 50 cm³ – 21. místo – AMA RS
  - 1980 do 50 cm³ – 17. místo – AMA RS